# فيكتور روسو
فيكتور روسو هو نحات بلجيكي، ولد في 16 ديسمبر 1865 في Feluy ‏ في بلجيكا، وتوفي في 17 مارس 1954 في Forest, Belgium ‏ في بلجيكا.